# As Delícias da Vida
As Delícias da Vida é um filme brasileiro de 1974 dirigido por Mauricio Rittner.

## Sinopse
O enredo fala de um jovem autor de uma telenovela que precisa lidar com diversas interferências em sua criação (do dono da emissora, dos atores vaidosos, do patrocinador, etc.)

## Elenco
- Vera Fischer.... Fernanda
- John Herbert.... Esteves
- Liana Duval.... d. Luísa
- Perry Salles.... Júlio
- Ênio Carvalho .... escritor
- Ewerton de Castro.... Adolf
- Maria Helena .... empregada
- Walter D'Ávila (ator convidado)
- Selma Egrei.... garota-propaganda
- Fábio Perez.... voz dos anúncios
- Bete Mendes.... Eva
- Maria Alcina.... ela mesma (não creditada)
- Chacrinha.... ele mesmo (não creditado)
- Líbero Ripoli .... Rudolf
- Dorothy Leirner .... Margot
- Sylvio Zilber .... Mr. Y
- Oswaldo Campozana .... patrocinador